# Llauro
Llauro (in catalano Llauró) è un comune francese di 339 abitanti situato nel dipartimento dei Pirenei Orientali nella regione dell'Occitania.

## Società

### Evoluzione demografica
Abitanti censiti